# 번서

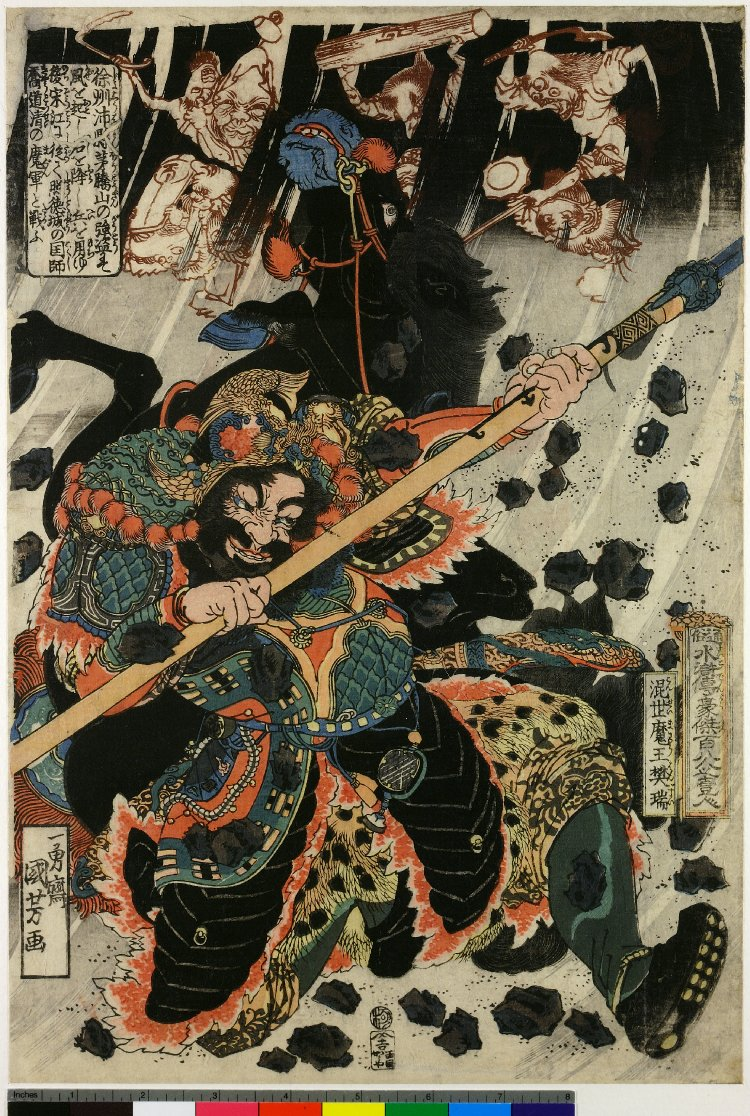

번서(樊瑞)는 중국의 사대기서(四大奇書) 중 하나인 《수호전》(水滸傳)에 등장하는 인물로, 108성 중 61위이자 지살성(地煞星)의 지연성(地然星)에 해당한다. 별호는 혼세마왕(混世魔王)으로 세상을 떠들썩하게 하는 마왕을 뜻하며, 젊으면서 방술(方術)을 익히고 검은 옷을 입은 도사인 그의 힘을 경외하여 붙여졌다. (또한 소설 《서유기》에 이 이름을 가진 요괴가 등장하고 번서와 망탕산 산적 세 사람은 모두 《서유기》 관련 별호를 가졌다.) 또한 검술과 유성추 등의 무예와 용병술에도 능하다.

## 생애
부장인 항충, 이곤과 함께 서주(徐州) 망탕산(芒碭山)의 산적으로 등장한다. 부하는 삼천 명으로 작중 등장하는 양산박 이외의 산적 세력으로는 최대이며 번서가 인심 장악에도 뛰어났음을 알 수 있다. 양산박을 병합할 야심이 있었을 정도의 그였지만 양산박에 들어간 뒤로는 그 이상의 실력을 지닌 도사 공손승의 그늘에 가려 오히려 이규의 부대를 보좌하는 돌격 대장으로서 나서는 경우가 많았다. 사실 전호 토벌시 적의 도술사 교도청과의 도술 싸움에서 패하고 공손승에게 구원을 요청하는 묘사도 있는 것으로 보아 도사로서의 역량이 높은 편이 아닐 것이다. 그러나 공손승이 양산박군을 떠난 뒤에는 방술(方術)의 명수로 볼거리를 만들기도 한다. 방랍군의 도술사 포도을과 정표의 요술을 구천현녀의 천서를 이용한 송강과 함께 깨뜨리는 활약을 보였다.
방랍의 난을 평정하고 양산박군이 해체된 후에는 제자로 맞이한 주무와 함께 공손승을 스승으로 삼아 가르침을 받았다.